# Acalyptris yucatani
Acalyptris yucatani (лат.) — вид чешуекрылых из семейства молей-малюток. Название вида дано по месту обнаружения (Юкатан).

## Распространение
Неотропика: Колумбия (Valle del Cauca, Dagua, Lobo Guerrero and El Naranjo), Мексика (Юкатан).

## Описание
Мелкие молевидные чешуекрылые, размах крыльев около 4 мм. Длина переднего крыла самцов до 2,4 мм. От близких видов рода Acalyptris отличается по строению гениталий самцов, по коричневым чешуйкам заднего крыла. Основная окраска серовато-коричневая.
Челюстные щупики 5-члениковые. Глаза крупные, оцеллии отсутствуют. Имаго летают в феврале и марте. Гусеницы минируют листья растений Gliricidia sepium (Jacq.) Kunth ex Walp (Fabaceae: Faboideae). Яйца плоские, серо-чёрные, откладываются на верхнюю и нижнюю стороны листьев. Гусеницы зеленоватого и жёлтого цвета с коричневой головой. Личинки минируют листья с декабря по март. Коконы бежевого или коричневого цвета, длина 1,7—1,8 и ширина 1,2—1,3 мм..

## Классификация
Вид включён в видовую группу Acalyptris bifidus (species group). Таксон был впервые описан в 2013 году, а его валидный статус подтверждён в ходе родовой ревизии, проведённой в 2020 году литовским лепидоптерологом Йонасом Римантасом Стонисом (Stonis Jonas R., Institute of Ecology, Nature Research Centre and Baltijos-Amerikos biotaksonomijos institutas, Вильнюс, Литва) и его коллегами по материалам из Нового Света.